# Badea Cârţan
Badea Cârţan (apodo de Gheorghe Cârţan; 24 de enero de 1849, Cârţişoara, hoy en Sibiu - 7 de agosto de 1911) fue un pastor de etnia rumana, autodidacta, quien luchó para la independencia de los rumanos de Transilvania (entonces gobernados por los húngaros, como parte del Imperio austrohúngaro), distribuyendo en los pueblos libros escritos en idioma rumano, traídos en secreto desde el reino de Rumania. 
Se estima que trajo en total unos 200.000 libros, para alumnos, sacerdotes, profesores y campesinos; usó para esto varias rutas, pasando por los montes Făgăraş. 
Fue el segundo hijo de unos campesinos pobres (Nicolae y Ludovica), antiguos siervos, y pasó su infancia pastoreando ovejas, en las afueras de su pueblo. Incluso cuando llegó a ser conocido, mantuvo su ocupación cuando esto fue posible. Se convirtió en cabeza de su familia, en el 2 de octubre de 1865, cuando murió su padre. 
Cârţan pasó por primera vez las montañas, para llegar al reino de Rumania, junto con un amigo y su rebaño de ovejas, cuando tenía 18 años, y fue entonces cuando su interés para la unión nacional rumana llegó a ser fuerte. En 1877 enroló como voluntario en la guerra de independencia rumana, sirviendo hasta 1881. En 1895 viajó a Vác y Szeged, para visitar prisioneros rumanos, incluso a los que fueron encarcelados por el memorándum de 1892 (en el cual pidieron derechos políticos iguales para los rumanos en Transilvania). Badea Cârţan mismo fue detenido en dos ocasiones : una vez porque pidió al emperador Francisco José I, en Viena, la autodeterminación de Transilvania, y la otra vez porque pidió a las autoridades del imperio permisión para vender libros rumanos. 
Cârţan hizo un viaje a pie hasta Roma, y cuando llegó a la ciudad, después de 45 días, dijo : "Que bien que te he encontrado, madre Roma". Quiso ver la Columna de Trajano con sus propios ojos, así como otras pruebas del origen latino del pueblo rumano. Después de poner un poco de tierra y trigo rumanos a la base de la columna, se cubrió con una ropa campestre ("cojoc" en rumano) y durmió a la base de la columna. 
El día siguiente fue despertado por un policía, quien gritó con asombro : "¡Un dacio ha caído de la columna!", porque Cârţan estaba vestido exactamente como los dacios esculpidos en la columna; el evento fue publicado en diarios de Roma, y Duiliu Zamfirescu, el representante de Rumania en Italia, mostró a Badea Cârţan la ciudad y lo introdujo a algunas personas importantes. Este viaje, de enero hasta febrero de 1896, fue solo uno de los tres que Badea hizo a Roma; durante el último, en octubre de 1899, con la ocasión de encontrarse con un Congreso Internacional de Orientalistas, fue encargado con dejar una corona de bronce a la base de la columna. 
Cârţan visitó también Francia, España, Bélgica, Suiza, Alemania, Egipto y Jerusalén. 
Fue enterrado en Sinaia, en tierra de la Rumania independiente (Transilvania estaba a siete años de la unión con Rumania); en la cruz de piedra de su tumba, está escrita ésta frase : "Aquí duerme Badea Cârţan, soñando la unidad de su pueblo".
- Datos: Q445032
- Multimedia: Badea Cârțan / Q445032